# 서귀포 법화사지
서귀포 법화사지는 제주특별자치도 서귀포시 하원동에 있는 12세기에서 15세기 사이의 사찰 터이다. 1971년 제주특별자치도 기념물로 지정되었다.
법화사는 고려 시대에 비보사찰로 건립되었다. 비보사찰은 풍수지리의 일종인 도참설에 따라 중요 지역의 지맥을 보한다는 이유로 세워진 사찰을 말한다. 조선 시대까지 명맥을 잇던 법화사는 조선의 숭유억불 정책에 따라 억압받았으며 18세기 전기에 제주목사 이형상이 제주도의 절 3곳을 불태울 때 전소되었다.
원나라 간섭기 당시 제주도는 원의 직접 통치지역이었고 법화사에는 원나라 양공이 만든 아미타삼존불상이 봉안되어 있었다. 원나라를 북으로 몰아내며 건국한 명나라는 이것을 핑계 삼아 제주도를 자신들의 영토로 삼으려 하였고, 이에 조선 태종은 불상을 한양으로 이동시켜 명나라로 보내고자 하였다.이 불상의 이전에는 수 천명이 동원되었다고 한다.
법화사지에는 건립될 당시의 건뭁터 위로 고려 후기 사찰이 허물어 진 뒤 조선 전기에 중건될 당시의 유적과 18세기 전소된 이후 승방이 운영되었던 유적이 남아있다. 지금의 터에 세워져 있는 건물은 1987년 다시 세운 것이다.